# Задвижка

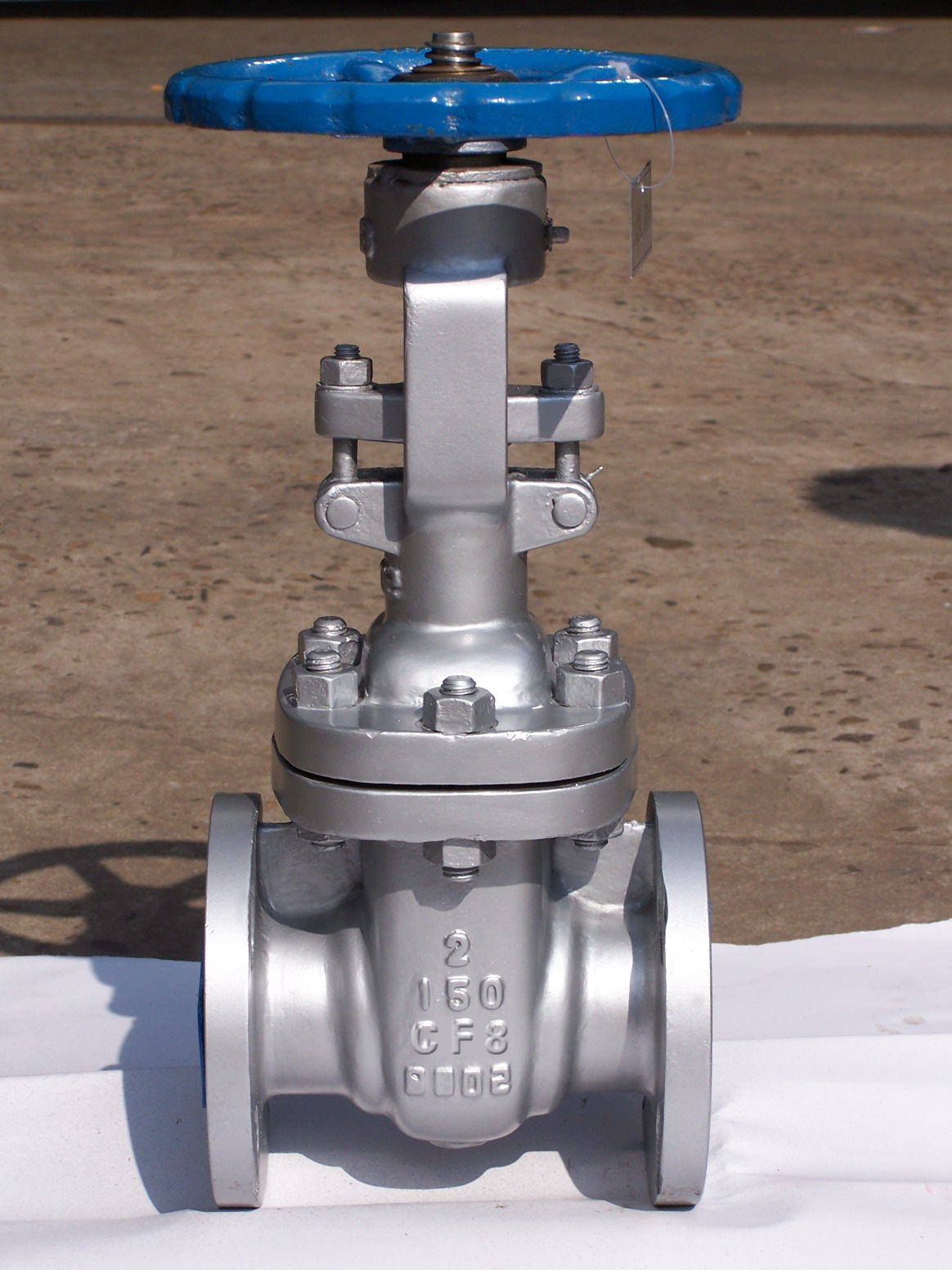
Клиновая задвижка из нержавеющей стали

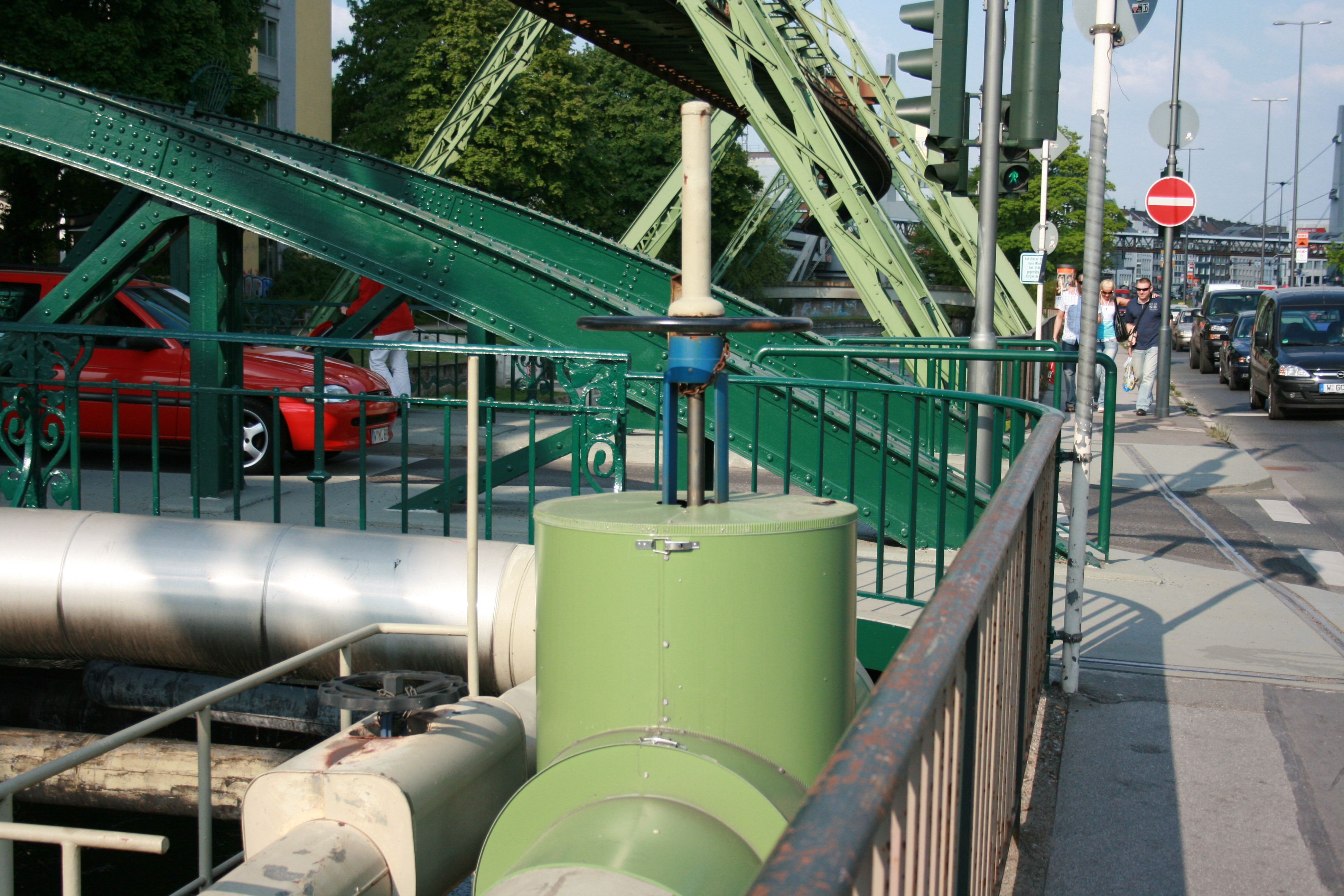
Аккуратная теплоизоляция на защелках, специальный колпак на выдвижном шпинделе, цепь, фиксирующая запорный орган, для исключения воздействия посторонних лиц.

Задви́жка — трубопроводная арматура, в которой запирающий или регулирующий элемент перемещается перпендикулярно оси потока рабочей среды. Задвижки — очень распространённый тип запорной арматуры. Они широко применяются практически на любых технологических и транспортных трубопроводах диаметрами от 15 до 2000 миллиметров в системах жилищно-коммунального хозяйства, газо- и водоснабжения, нефтепроводах, объектах энергетики и многих других при рабочих давлениях до 25 МПа и температурах до 565 °C.
Широкое распространение задвижек объясняется рядом достоинств этих устройств, среди которых:
- сравнительная простота конструкции;
- относительно небольшая строительная длина;
- возможность применения в разнообразных условиях эксплуатации;
- малое гидравлическое сопротивление.

Последнее качество делает задвижки особенно ценными для использования в магистральных трубопроводах, для которых характерно постоянное высокоскоростное движение среды.
К недостаткам задвижек можно отнести:
- большую строительную высоту (особенно для задвижек с выдвижным шпинделем, что обусловлено тем, что ход затвора для полного открытия должен составить не менее одного диаметра прохода;
- значительное время открытия и закрытия;
- изнашивание уплотнительных поверхностей в корпусе и в затворе, сложность их ремонта в процессе эксплуатации.

За редким исключением задвижки не предназначены для регулирования расхода среды, они используются преимущественно в качестве запорной арматуры — запирающий элемент в процессе эксплуатации находится в крайних положениях «открыто» или «закрыто».
Задвижки обычно изготовляются полнопроходными, то есть диаметр проходного отверстия арматуры примерно соответствует диаметру трубопровода, на который она устанавливается. Однако в некоторых случаях для уменьшения крутящих моментов, необходимых для управления арматурой, и снижения износа уплотнительных поверхностей, применяются суженные задвижки. Некоторое увеличение гидросопротивления при этом практически не влияет на работу системы, нежелательна установка таких задвижек лишь на магистральных трубопроводах больших диаметров.
Наиболее распространено управление задвижкой с помощью маховика (вручную, также иногда маховик называют штурвалом), также задвижки могут оснащаться электроприводами (для запорной арматуры электроприводы устроены проще, чем для регулирующей, проще устроена и сигнализация положения запорного элемента, рассчитанная только на положения "открыто" и "закрыто" и не сигнализирующая о промежуточных положениях), гидроприводами и, в редких случаях, пневмоприводами. На задвижках большого диаметра с ручным управлением, как правило, устанавливают редуктор для уменьшения усилий открытия-закрытия.
По характеру движения шпинделя различаются задвижки с выдвижным или невыдвижным (вращаемым) шпинделем. В первом случае при открытии и закрытии задвижки шпиндель совершает поступательное или вращательно-поступательное движение, во втором — только вращательное.
Основные различия задвижек — в конструкции запорного органа, по этому признаку задвижки различаются на клиновые, параллельные, шиберные и шланговые.

## Устройство и принцип действия

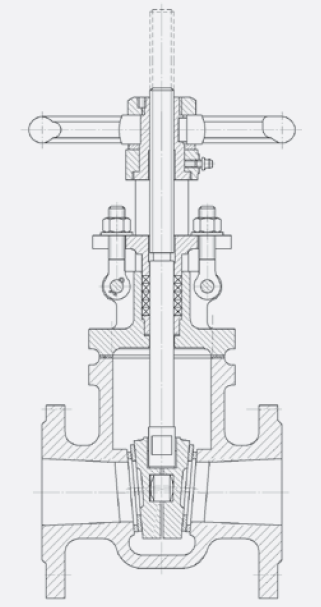
Чертёж клиновой задвижки с выдвижным шпинделем в разрезе.

В общем виде конструкция задвижки состоит из корпуса и крышки, образующих полость, в которой находится рабочая среда под давлением и внутри которой помещен затвор (на чертеже справа он клиновой). Корпус имеет два конца для присоединения задвижки к трубопроводу (применяются присоединительные концы фланцевые, муфтовые и под приварку). Внутри корпуса расположены, как правило два седла, параллельно или под углом друг к другу (как на рисунке), к их уплотнительным поверхностям в положении «закрыто» прижимаются уплотнительные поверхности затвора. Затвор перемещается в плоскости, перпендикулярной оси прохода среды через корпус, при помощи шпинделя или штока. Шпиндель с ходовой гайкой образует резьбовую пару, которая при вращении одного из этих элементов обеспечивает перемещение затвора в нужном направлении. Такое решение (см. поясняющий чертёж) наиболее распространено и применяется при управлении вручную или электроприводом. При использовании гидро- или пневмопривода шток совершает вместе с затвором только поступательное движение. Шпиндель одним концом внутри корпуса соединён с затвором, а другим — проходит через крышку и сальник (который в основном применяется в качестве уплотнительного устройства в задвижках) для соединения с элементом управления задвижкой (в данном случае штурвалом).

## Конструкции запорных органов

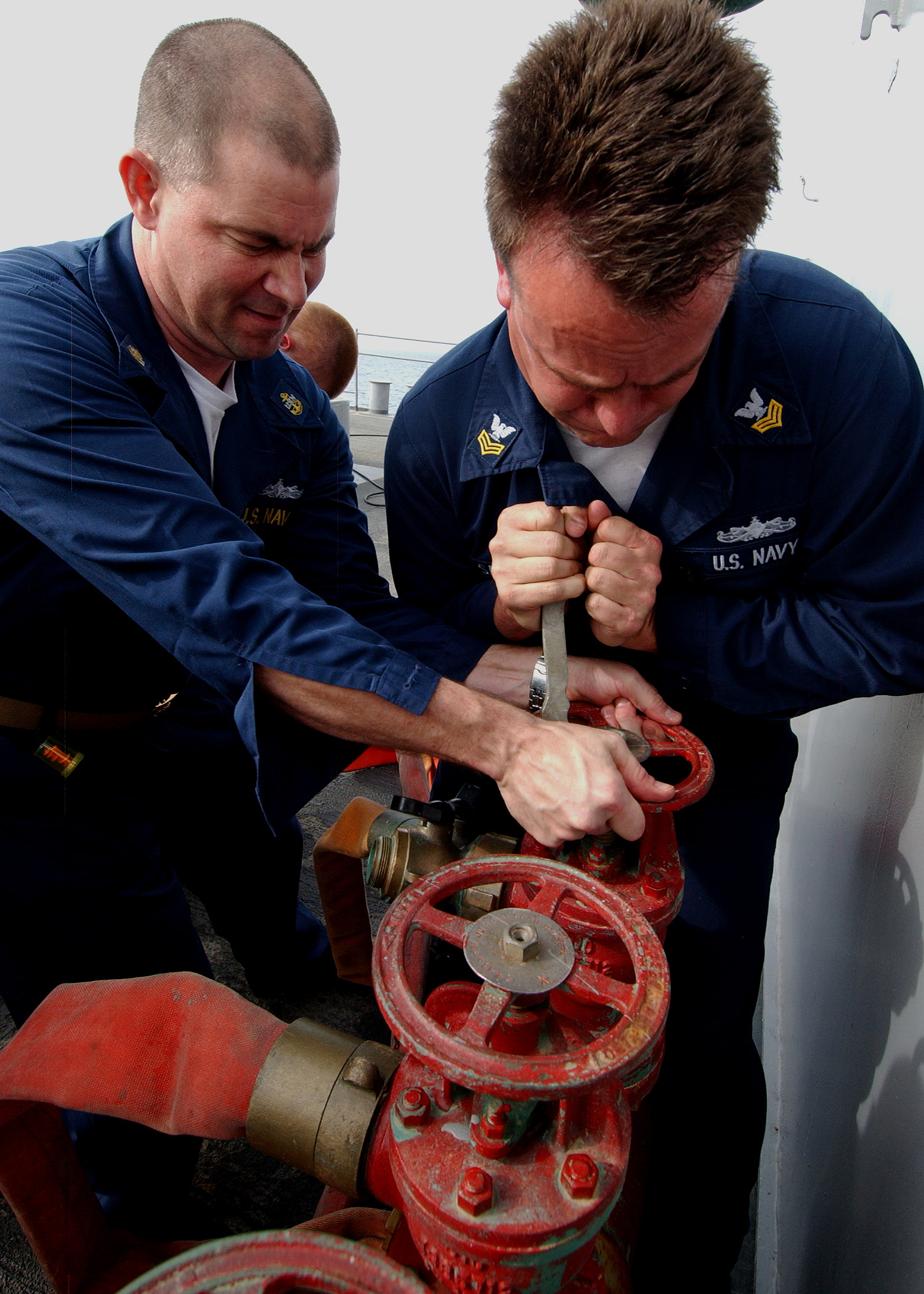
Заклинившую задвижку нелегко открыть даже опытным морякам.

### Клиновые задвижки
В клиновых задвижках сёдла в корпусе расположены под небольшим углом друг к другу, а затвор представляет собой устройство в виде клина — жёсткого, упругого или двухдискового, который в положении «закрыто» плотно входит в пространство между сёдлами (см. поясняющий чертёж, клин находится в нижнем положении, между сёдлами). В зависимости от условий эксплуатации выбирается тот или иной вид клина.

#### Жёсткий клин
Жёсткий клин обеспечивает надежную герметичность запорного органа, но для этого требуется повышенная точность обработки для совпадения угла клина с углом между сёдлами корпуса. Недостаток жёсткого клина — опасность заклинивания затвора и невозможность или трудность открытия задвижки в результате колебаний температур рабочей среды, износа или коррозии уплотнительных поверхностей.

#### Двухдисковый клин
Такой клин образуется двумя дисками, расположенными под углом друг к другу и жёстко скрепленными между собой. В нём диски имеют возможность самоустановки относительно сёдел корпуса, поэтому некоторые погрешности, допускаемые при изготовлении сёдел корпуса, не влияют на герметичность в положении «закрыто». Двухдисковый клиновой затвор существенно снижает возможность заклинивания, которое свойственно жёсткому клину, и, несмотря на некоторое усложнение конструкции, имеет ряд других достоинств — малый износ уплотнительных поверхностей, высокая герметичность запорного органа, меньшее усилие, необходимое для закрытия.
Клиновые двухдисковые задвижки, входящие в судовую арматуру называют также клинкерными.

#### Упругий клин
Это модификация двухдискового клина, диски которого связаны между собой упругим элементом, способным изгибаться, обеспечивая плотный контакт между уплотнительными поверхностями в положении «закрыто». В этом затворе снижены возможности самоустановки дисков по сравнению с двухдисковыми, хотя и сохраняется способность компенсировать некоторые деформации корпуса от нагрузок трубопровода и колебаний температур. Достоинства упругого клина — не требуется трудоёмкая пригонка затвора по корпусу (как для жёсткого клина) и конструкция более простая, чем у двухдискового. Таким образом, упругий клин в определённой степени сглаживает недостатки и сочетает достоинства двух других видов клиновых затворов.

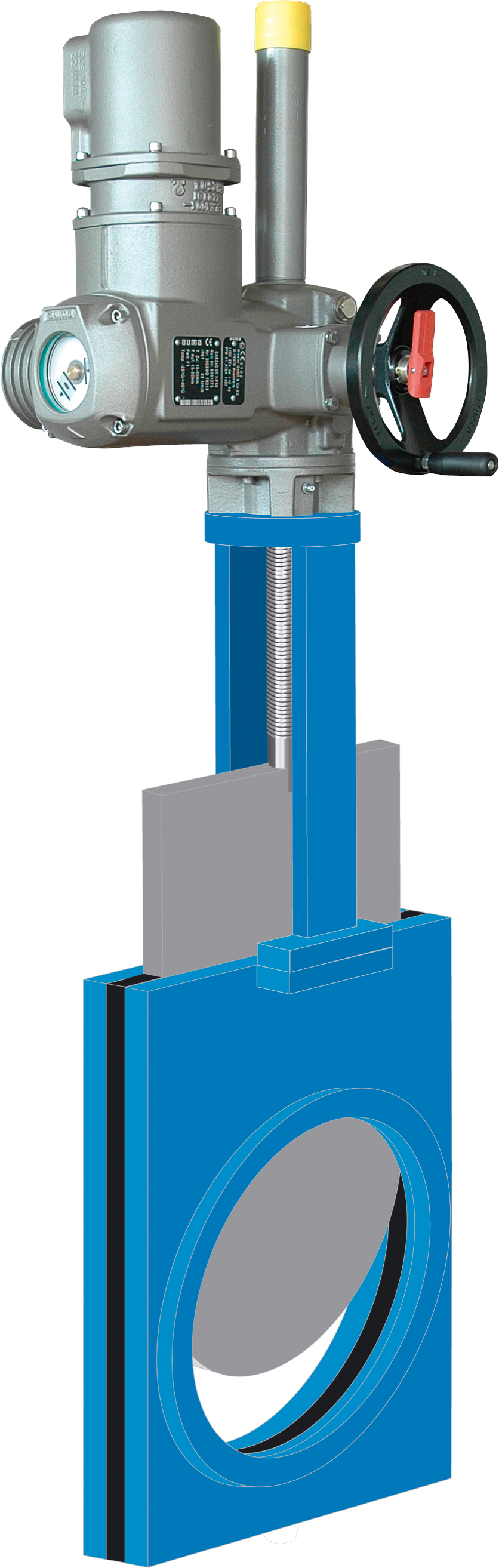
Шиберная задвижка с электроприводом.

### Параллельные задвижки
В параллельных задвижках уплотнительные поверхности элементов затвора расположены параллельно друг другу.

#### Параллельные двухдисковые задвижки
Затвор таких задвижек состоит из двух дисков, которые в положении «закрыто» при помощи  специального клинового грибка прижимаются к сёдлам, перекрывая проход рабочей среде через корпус.

#### Шиберные задвижки
Разновидность параллельной задвижки, у которой запирающий элемент выполнен в виде пластины. Такие задвижки применяются в тех случаях, когда допускается одностороннее направление потока рабочей среды и не требуется высокая герметичность запорного органа. Они предназначены для установки в качестве запорных устройств на трубопроводах, транспортирующих канализационные стоки, шламы, пульпы и другие, загрязнённые механическими примесями среды. Иногда затвор выполняется ножевым для разрушения частиц в рабочей среде, в этом случае задвижки называются шиберными ножевыми.

### Поворотные задвижки
Задвижки, у которых перекрытие или регулирование потока рабочей среды осуществляется вращательным движением запирающего или регулирующего элемента.

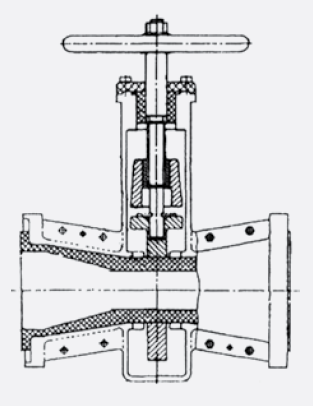
Чертёж шланговой задвижки в разрезе.

### Шланговые задвижки
Задвижки с таким запорным органом принципиально отличаются от других конструкций. Корпус не имеет сёдел, а затвор — уплотнительных поверхностей. Проход среды ведётся через эластичный шланг (патрубок), вставленный в корпус и полностью изолирующий металлические детали конструкции от рабочей среды. Для перекрытия прохода шланг полностью пережимается под воздействием шпинделя (штока), поэтому такие устройства называются шланговыми. Задвижками их назвали потому, что шпиндель для управления арматурой перемещается перпендикулярно к оси прохода среды, то есть работает по принципу задвижки.
Шланговые задвижки предназначены для трубопроводов, транспортирующих вязкие, пульпообразные и другие подобные среды, а также слабоагрессивные и агрессивные жидкости. Шланги изготавливают из различных марок резин, которые обеспечивают работу задвижек при давлениях до 1,6 МПа и температурах до 110 °C.

## Расположение ходового узла
Большое значение для работы и области применения задвижек имеет расположение ходового узла — резьбового соединения шпиндель-гайка. Он может быть расположен внутри задвижки в рабочей среде или вне полости корпуса.

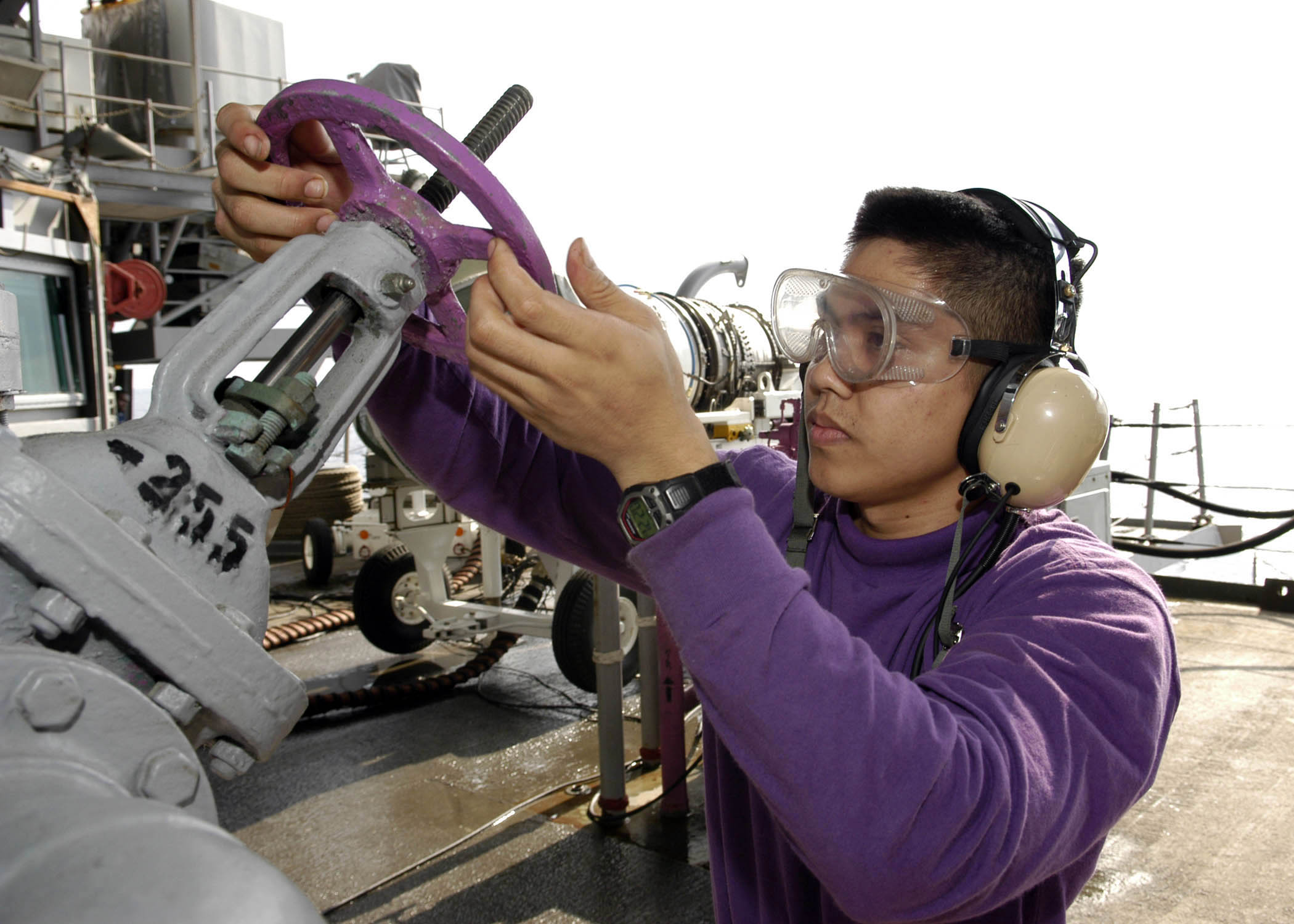
Задвижки с выдвижным шпинделем применяют если нужно быть уверенным в надёжности арматуры.

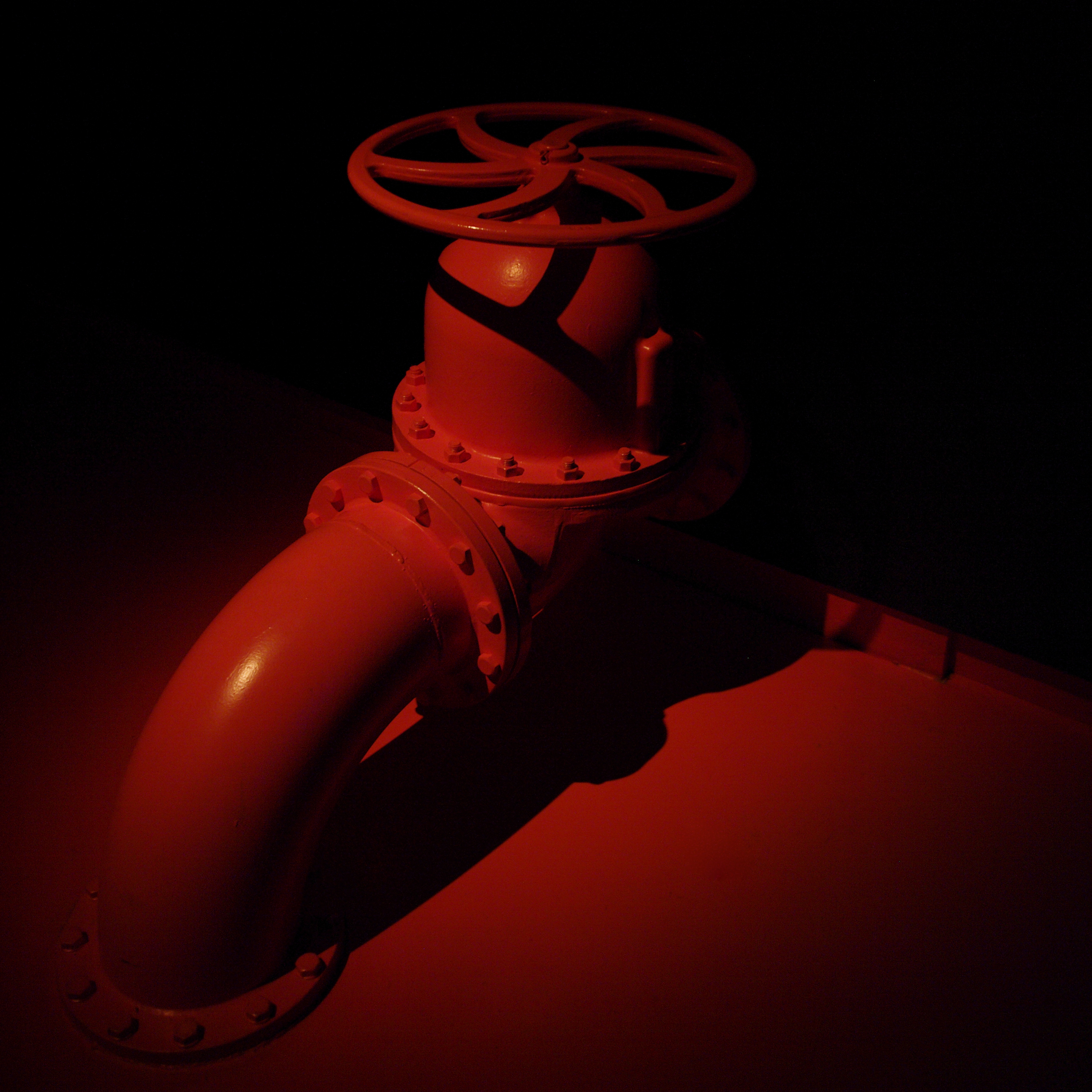
Эта задвижка является конструкцией с невыдвижным шпинделем.

### Задвижка с выдвижным шпинделем
В такой конструкции резьба шпинделя и ходовая гайка расположены снаружи корпуса арматуры. Шпиндель нижним концом соединён с затвором и при вращении ходовой гайки для открытия задвижки совершает вместе с затвором только поступательное перемещение, при этом верхний конец шпинделя выдвигается на величину хода затвора. Для возможности перемещения шпинделя ходовая гайка поднята над верхней частью крышки (то есть над сальником) примерно на величину хода затвора в конструкции, которую называют бугельным узлом.
Достоинствами такой конструкции являются отсутствие вредного воздействия рабочей среды на ходовой узел и свободный доступ для его технического обслуживания, а следовательно меньший износ сальникового уплотнения и более высокая надёжность резьбовой пары и сальника.
Недостатком таких задвижек является увеличение строительной высоты и массы за счёт выхода шпинделя из крышки не менее, чем на диаметр прохода и необходимость по этой причине при монтаже оставлять свободное место для выхода шпинделя.

### Задвижка с невыдвижным шпинделем
В этом случае ходовая резьба находится внутри полости задвижки и при открывании шпиндель не выдвигается из крышки, сохраняя своё первоначальное положение по высоте. Ходовая гайка в этих задвижках соединена с клином и при вращении шпинделя для открытия прохода как бы наворачивается на него, увлекая за собой клин.
В задвижках с невыдвижным шпинделем ходовой узел погружён в рабочую среду и поэтому подвержен действию коррозии и абразивных частиц в рабочей среде, к нему закрыт доступ и отсутствует возможность технического обслуживания во время эксплуатации, что приводит к снижению надёжности работы ходового и сальникового узлов.
В связи с этим такие задвижки имеют ограниченное применение — для трубопроводов, транспортирующих минеральные масла, нефть, воду, не засорённую твёрдыми примесями и не имеющими коррозионных свойств. Поскольку в задвижках с невыдвижным шпинделем затруднены наблюдение и уход за ходовым узлом, они не рекомендуются для ответственных объектов.
Достоинством такой конструкции является меньшая строительная высота, что делает целесообразным их применение для подземных коммуникаций, колодцев, нефтяных скважин и т.д.

## Материалы и способы изготовления
Уплотнительные поверхности задвижек изготавливаются без колец, с кольцами из латуни, фторопласта, с наплавкой из коррозионностойкой стали, из резины (в клиновых задвижках ей может покрываться клин, а в шланговых из неё изготавливается пережимной шланг).
Задвижки с корпусами из чугуна и алюминиевого сплава выполняются при помощи литья. Этим же способом изготавливаются и стальные задвижки, но некоторые из них, а также задвижки из титановых сплавов изготавливаются методом сварки заготовок, полученных штамповкой из листового проката. Такие задвижки называют штампосварными. По своим характеристикам, эксплуатационным и прочностным, они не уступают литым задвижкам, а наоборот, детали корпусов и крышек таких задвижек изготавливаются из материала более прочного и тщательно проконтролированного, качество которого выше, чем литьё. При этом технология сварки и методы контроля сварных соединений обеспечивают высокое качество корпусных деталей, позволяющее применять такие задвижки на ответственных объектах, включая атомную энергетику.